# Marcel Wyss (Regisseur)
Marcel Wyss (* 13. Juli 1978 in Bern, Schweiz) ist ein Schweizer Autor, Filmregisseur und Filmeditor. Mit seinem Film Nach dem Fall hat er unter anderem den Preis für den besten Schweizer Nachwuchskurzfilm 2005 (Suissimage/SSA), den Anerkennungspreis Berner Filmpreis 2005 und den Preis für den besten Dokumentarfilm am internationalen Kurzfilmfestival Curtocircuito in Santiago de Compostela gewonnen.

## Leben
Nach der Grundschule an der Schule im Spiegel b. Bern besuchte Wyss ein 10. Schuljahr an der WBK in Köniz und absolvierte im Anschluss eine Berufslehre als Maschinenzeichner/Konstrukteur bei der Firma Haenni und Cie AG in Jegenstorf. Nach Abschluss der Berufslehre machte er eine Weiterbildung als Lehrlingsausbildner ASM und arbeitete ein Jahr auf diesem Beruf. 2000 entschloss er sich entgegen seiner bisherigen Ausbildung, statt die technische, die gestalterische Berufsmaturität zu machen. Er versuchte sein langjähriges Hobby zur Berufung zu machen. Im Anschluss erhielt er die Aufnahme an der Hochschule für Gestaltung und Kunst in Luzern, Fachrichtung Visuelle Kommunikation / Video. Das Studium finanzierte er sich mit Barjobs und sonstigen Gelegenheitsjobs z. B. als Schuhverkäufer bei Olmo Shoes in Bern, Hilfselektromonteur, Hilfsmaler, Hilfsfenstermonteur. 2005 schloss er mit seinem Diplomfilm Nach dem Fall als Jahrgangsbester ab und wurde dafür mit dem Zeugin Design Preis ausgezeichnet. 2006 lernte er die gleichaltrigen Produzenten David Fonjallaz und Louis Mataré von der Produktionsfirma Lomotion AG kennen. Zwei Monate später entstand aus einer einmaligen Zusammenarbeit ein Anstellungsverhältnis, in dem es ihm möglich wurde, weiterhin eigene Dokumentarfilme zu realisieren. Ein Jahr später wurde er Mitglied des Verwaltungsrats und wirkte an Projekten sowohl als Autor, Regisseur und Editor mit.

## Filmografie
- 2004 Ich sehe was was du nicht siehst (Buch, Regie, Schnitt)
- 2005 Nach dem Fall (Buch, Regie, Schnitt)
- 2008 Jungbrunnen (Buch, Regie, Schnitt)
- 2012 Work Hard Play Hard (Buch, Regie, Schnitt)
- 2012 Thorberg (Co-Autor)
- 2015 Gossenreiter (Buch, Regie, Schnitt)
- 2015–2019 Experiment Schneuwly[5] (Schnitt)
- 2019 Karma Challenge[6] (Buch, Regie, Schnitt)
- 2018 Lasst die Alten sterben (Schnitt)
- 2020 Grenzen (Schnitt)